# Diecezja Vijayapuram
Diecezja Vijayapuram – diecezja rzymskokatolicka w Indiach. Została utworzona w 1930 z terenu diecezji  Werapoly.

## Ordynariusze
- Juan Vicente Arana Idígoras, † (1931–1946)
- Marcellino Aramburu y Arandía, O.C.D. † (1948–1949)
- John Ambrose Abasolo y Lecue, O.C.D. † (1949–1971)
- Cornelius Elanjikal † (1971–1987)
- Peter Thuruthikonam † (1988–2006)
- Sebastian Thekethecheril, od  2006